# Seals and Crofts (album)
| Recensione              | Giudizio |
| ----------------------- | -------- |
| AllMusic                |          |
| Robert Christgau        | C-       |
| Dizionario del Pop-Rock |          |

Seals and Crofts è il primo album del duo soft rock statunitense Seals and Crofts, pubblicato dalla T-A Records nel novembre del 1969.

## Tracce

### LP (1969, T-A Records, T.A. 5001)
Lato A
Testi e musiche di Jimmy Seals.
1. See My Life – 3:21
2. Sea of Consciousness – 2:36
3. Seldom's Sister – 2:41
4. Not Be Found – 2:53
5. Birthday of My Thoughts – 4:39

Lato B
Testi e musiche di Jimmy Seals, eccetto dove indicato.
1. In Tune – 3:15
2. Cows of Gladness – 3:25
3. Earth – 2:43
4. Seven Valleys – 1:36 (testo: Baha'i Scripture – musica: Jimmy Seals, Dash Crofts)
5. Jekyll and Hyde – 1:51
6. Ashes in the Snow – 3:50
7. See My Life (Reprise) – 0:40

## Musicisti
- Jimmy Seals – voce, chitarra
- Dash Crofts – voce, mandolino

### Altri musicisti
- Bill Holman – arrangiamenti orchestra
- Bill Holman Orchestra (componenti non accreditati)
- Louie Shelton – basso
- Jim Gordon – batteria
- Victor Feldman – percussioni

### Produzione
- Bob Alcivar – produzione
- Ann McClelland – assistente alla produzione
- Rik Pekkonen – ingegnere delle registrazioni
- Wayne Kimbell – grafica copertina album
- George Rodriquez – foto copertina album [6]